# Sensor capacitivo
Los sensores capacitivos son un tipo de sensor eléctrico.
Los sensores capacitivos (KAS) reaccionan ante metales y no metales que al aproximarse a la superficie activa sobrepasan una determinada capacidad. La distancia de conexión respecto a un determinado material es tanto mayor cuanto más elevada sea su constante dieléctrica.

## Funcionamiento
Desde el punto de vista puramente teórico, se dice que el sensor está formado por un oscilador cuya capacidad la forman un electrodo interno (parte del propio sensor) y otro externo (constituido por una pieza conectada a masa). El electrodo externo puede estar realizado de dos modos diferentes;  en algunas aplicaciones dicho electrodo es el propio objeto a sensar, previamente conectado a masa; entonces la capacidad en cuestión variará en función de la distancia que hay entre el sensor y el objeto. En cambio, en otras aplicaciones se coloca una masa fija y, entonces, el cuerpo a detectar se utiliza como dieléctrico se introduce entre la masa y la placa activa, modificando así las características del condensador equivalente.

## Aplicaciones

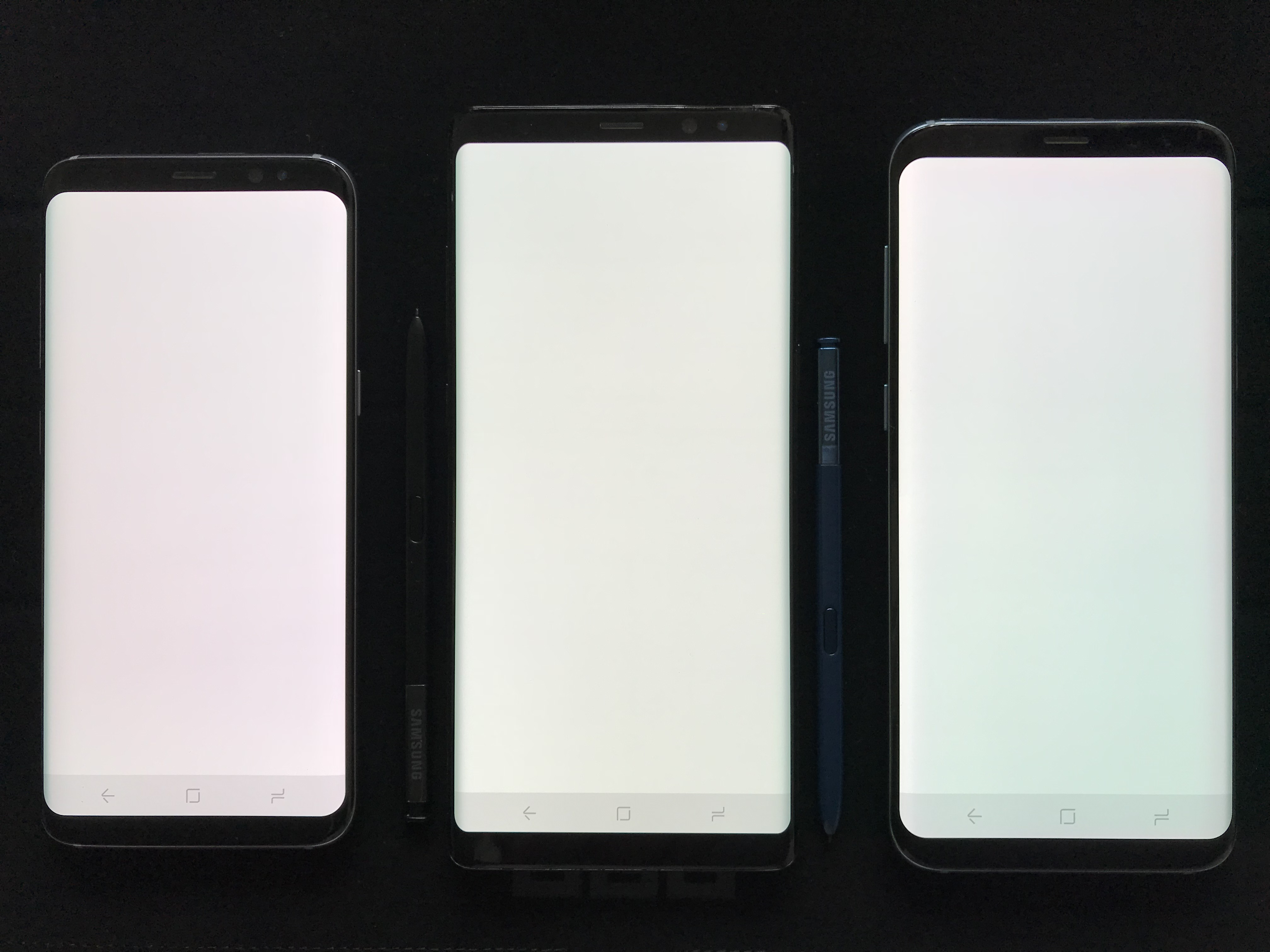
Sensor capacitivo de teléfonos inteligentes

Estos sensores se emplean para la identificación de objetos, para funciones contadoras y para toda clase de control de nivel de carga de materiales sólidos o líquidos. También son utilizados para muchos dispositivos con pantalla táctil, como teléfonos móviles o computadoras ya que el sensor percibe la pequeña diferencia de potencial entre membranas de los dedos eléctricamente polarizados de una persona adulta.

### Detección de nivel
En esta aplicación, cuando un objeto (líquidos, granulados, metales, aislantes, etc.) penetra en el campo eléctrico que hay entre las placas sensor, varía el dieléctrico, variando consecuentemente el valor de capacidad.

### Sensor de humedad
El principio de funcionamiento de esta aplicación es similar a la anterior. En esta ocasión el dieléctrico, por ejemplo el aire, cambia su permitividad con respecto a la humedad del ambiente.

### Detección de posición
Esta aplicación es básicamente un condensador variable, en el cual una de las placas es móvil, pudiendo de esta manera tener mayor o menor superficie efectiva entre las dos placas, variando también el valor de la capacidad, y también puede ser usado en industrias químicas, pero como sabemos este tipo de aplicación no suele ser lo correcto.

## Ventajas y desventajas
Las ventajas de este dispositivo son algunas más que en el caso de los sensores inductivos. La primera ventaja es común para ambos, detectan sin necesidad de contacto físico, pero con la posibilidad de detectar materiales distintos del metal. Además, debido a su funcionamiento tiene muy buena adaptación a los entornos industriales, adecuado para la detección de materiales polvorientos o granulados. La duración de este sensor es independiente del número de maniobras que realice y soporta bien las carencias de funcionamiento elevadas.
Entre los inconvenientes se encuentra el alcance, dependiendo del diámetro del sensor, puede alcanzar hasta los 60mm, igual que la modalidad inductiva. Otro inconveniente es que depende de la masa a detectar, si se quiere realizar una detección de cualquier tipo de objeto este sensor no sirve, puesto que depende de la constante eléctrica. Esta desventaja viene encadenada con la puesta en servicio, antes de colocar el sensor se debe de instalar; los detectores cuentan con un potenciómetro que permite ajustar la sensibilidad. Según la aplicación será necesario ajustar la sensibilidad para que se adapte al material, por ejemplo para materiales de constante dieléctrica débil como el papel, cartón o vidrio se tiene que aumentar la sensibilidad, y en caso de tener una constante dieléctrica fuerte hay que reducir la sensibilidad, por ejemplo con objetos metálicos o líquidos.

## Normativa
La normativa a la que se ajustan los sensores capacitivos es la misma que los sensores inductivos, vistos en esta sección.

## Transductores
La medición en este tipo de sensores se suele hacer mediante una señal variable, típicamente sinusoidal, que es modulada con la variación de la capacidad del sensor para luego obtener su valor eficaz.
Este es un electrodo.